# Département de General Ángel V. Peñaloza
Le département de General Ángel V. Peñaloza est une des 18 subdivisions de la province de La Rioja, en Argentine. Son chef-Lieu est la ville de Tama.
Le département a une superficie de 3 106 km2. Sa population s'élevait à 3 127 habitants en 2001 et était estimée à 3 188 habitants en 2007.